# 阿尔贝克
阿尔贝克是德国梅克伦堡-前波莫瑞州的一个市镇，隶属于前波美拉尼亚-格赖夫斯瓦尔德县。总面积为18.66平方千米，截至2020年总人口为597人。